# Waleri Dmitrijewitsch Gassi
Waleri Dmitrijewitsch Gassi (russisch Валерий Дмитриевич Гассий, * 22. April 1948 in Kolomyja; † 1. Februar 2004 in Krasnodar) war ein sowjetisch-ukrainischer Handballspieler.
Der 1,89 m große und 86 kg schwere mittlere Rückraumspieler spielte für Burewestnik Krasnodar und für CSKA Moskau. 1973 gewann er mit CSKA die sowjetische Meisterschaft.
Mit der Sowjetischen Nationalmannschaft nahm Waleri Gassi an den Olympischen Spielen 1972 in München teil und belegte den fünften Rang. Vier Jahre später wurde er bei den Olympischen Spielen in Montreal Olympiasieger. Dort warf er 25 Tore in fünf Spielen, darunter fünf Treffer beim 19:15 im Finale gegen Rumänien. Für den Olympiasieg erhielt er die Auszeichnung Verdienter Meister des Sports der UdSSR. Bei der Weltmeisterschaft 1978 unterlag er im Finale mit 19:20 der deutschen Mannschaft. Dabei traf er fünfmal per Siebenmeter. Gassi bestritt 83 Länderspiele, in denen er 277 Tore erzielte.
Gassi schloss 1971 sein Lehramtsstudium an der Kuban Staatsuniversität ab.